# ویرایشگر اچ‌تی‌ام‌ال
ویرایشگر اچ‌تی‌ام‌ال (به انگلیسی: HTML Editor)، یک نرم‌افزاری کاربردی برای ایجاد یا ویرایش صفحه وب است. با اینکه نشانه گذاری‌های اچ‌تی‌ام‌ال قابل ویرایش با همهٔ ویرایشگرهای متن هستند، کار با ویرایشگرهای اچ‌تی‌ام‌ال راحت‌تر و دارای قابلیت‌های بیشتر است. برای مثال با یک ویرایشگر اچ تی ام‌ال می‌توان سی‌اس‌اس، اکس‌ام‌ال، جاوااسکریپت یا ECMAScript را نیز ویرایش کرد.
حتی بعضی از آن‌ها قابلیت اتصال به سرور از طریق اف‌تی‌پی و WebDAV را نیز دارند.

## انواع ویرایشگرها
ویرایشگرهای اچ تی ام‌ال متنی، دیداری یا ترکیبی از این دو هستند(WYSIWYG)

### ویرایشگرهای متنی
ویرایشگرهای مبتنی بر متن (سورس) معمولاً دارای قابلیت Syntax Highlighting هستند. ممکن است در این ویرایشگرها قالب‌ها، نوار ابزارها و کلیدهای میانبری برای جایگذاری سریع عناصر اچ تی ام‌ال وجود داشته باشد.
کاربر برای استفاده از این ویرایشگرها باید با زبان‌هایی مانند اچ‌تی‌ام‌ال، سی‌اس‌اس، جاوا اسکریپت و زبان‌های سمت سرور (بنا به نیاز خود) آشنا باشد.
ویرایشگرهای عادی متن مانند Notepad می‌توانند کدهای اچ تی ام‌ال را با پسوندهایی مانند html ,.htm ,.css. و… ذخیره کنند.

### ویرایشگرهای شیئی (object)
بعضی از ویرایشگرها امکان ویرایش سورس عناصر را به صورت جداگانه برای کاربر فراهم می‌کنند، اما به صورت WYSIWYG نیستند. مانند نرم‌افزار Adobe GoLive

### ویرایشگرهای WYSIWYG

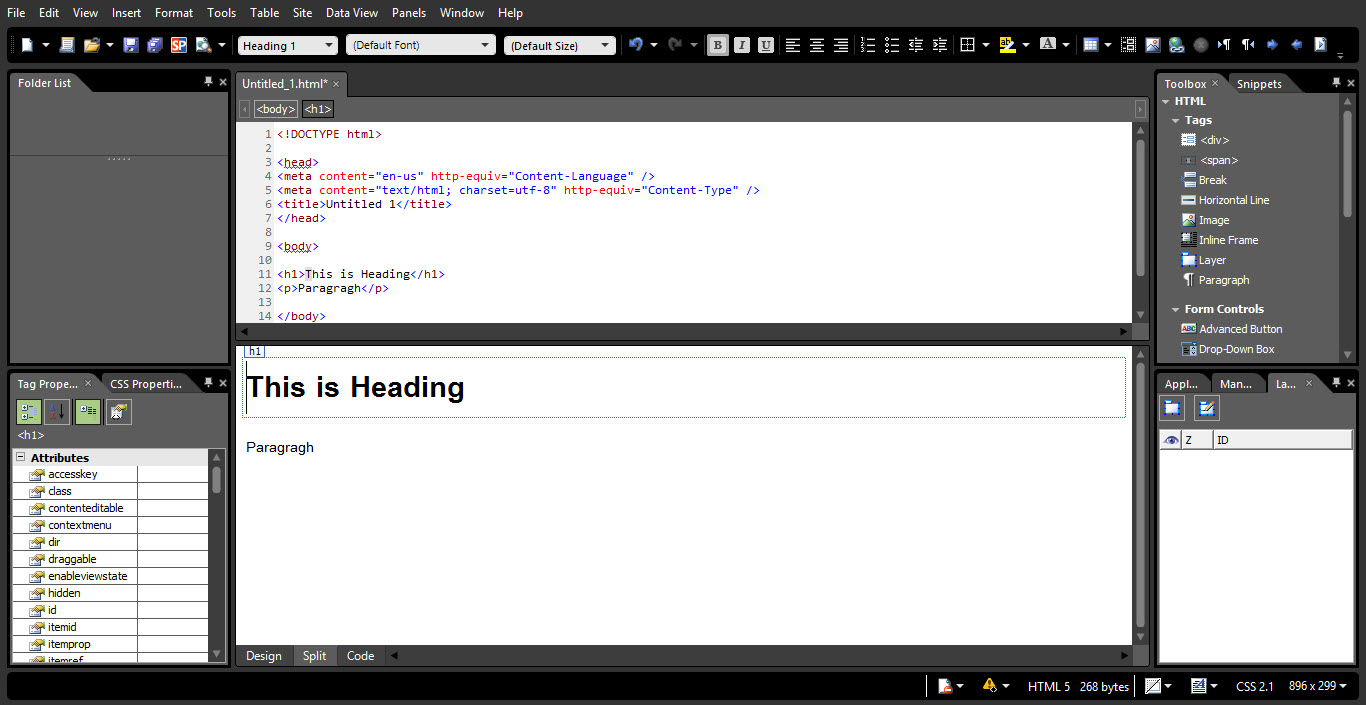
مایکروسافت اکسپرشن وب ۴

ویرایشگرهای WYSIWYG دارای رابط کاربری بهتری نسبت به بقیهٔ ویرایشگرها هستند. و کاربر می‌تواند همزمان سورس و نحوهٔ نمایش نهایی آن در مرورگر را ببیند. این ویرایشگرها ممکن به صورت مستقل مانند دریم ویور و اکسپرشن وب یا به صورت یک افزونه در مرورگرها باشند. در کار با این ویرایشگرها کاربر نیازی به داشتن اطلاعات تخصصی در زمینهٔ HTML, CSS یا دیگر زبان‌های اسکریپت‌نویسی نمی‌باشد و برای شروع کار یک کاربر عادی توصیه می‌شود.

### ویرایشگرهای آنلاین
ویرایشگرهای WYSIWYG آنلاین بسیاری وجود دارد، بعضی از آن‌ها عبارتند از:
- CLEditor
- CKEditor
- OpenBEXI
- SnapEditor
- TinyMCE
- WYMeditor
- YUI Rich Text Editor
- LiveGap Editor

## معتبرسازی نشانه گذاری HTML
اچ تی ام‌ال یک زبان نشانه گذاری ساختاری است. قواعد مشخصی برای نوشتن آن وجود دارد تا استانداردهای W3C برای جهان وب همخوانی داشته باشد. پیروی از این قوانین موجب می‌شود وب سایت‌ها برای تمام انواع کامپیوتر، همهٔ افراد چه افراد توانا و چه معلول و همچنین دستگاه‌های بی‌سیم مانند تلفن‌های همراه و PDA با پهنای باند و سایز صفحه محدود قابل دسترس باشند، اما در حال حاضر بسیاری از اسناد HTML روی وب با این استانداردها همخوانی ندارند.
در مطالعه‌ای که در سال ۲۰۱۱ روی ۳۵۰ سایت محبوب جهان (بر اساس ایندکس الکسا) صورت گرفت، ۹۴٪ سایت‌های تست شده دارای استانداردهای کافی HTML و CSS نبودند، یا Character encoding مناسبی نداشتند، حتی ۶٪ بقیه هم ممکن است به دلیل تکرارهای نابجا کارآمد نبوده باشند یا براساس قواعد نادرستی که برای چند سال وجود داشته‌اند، بوده باشند.

توصیه‌های W3C برای HTML و CSS در سال ۱۹۹۶ به صورت رسمی ارائه شد و از آن زمان تجدید نظرها و پالایش‌هایی در آن صورت گرفته‌است. ببینید:HTML,CSS,توصیه‌های کنونی W3C برای CSS , توصیه‌های کنونی W3C برای HTML.
به هرحال هر صفحهٔ وب که ویرایش یا ایجاد می‌شود، چه با WYSIWYG و چه به صورت دستی (متنی)، برای موفقیت در میان تعداد زیادی از خوانندگان و همچنین برای حفظ ارزش خود در وب، ابتدا لازم است که دارای نشانه گذاری‌ها و کدهای معتبر باشد و تا هنگامی که توسط اعتبارسنج‌های HTML و CSS معتبر شناخته نشود، توصیه نمی‌شود که وارد وب شود. (ببینید:اعتبارسنج رایگان HTML, اعتبارسنج رایگان CSS و دیگر جایگزین‌های معتبر)

درهر صورت نرم‌افزار مورد استفاده برای طراحی، ایجاد و تغییر صفحات و همچنین کیفیت صفحات HTML به میزان مهارت فردی که روی صفحه کار کرده‌است، بستگی دارد.